# 里脇淺次郎
里胁浅次郎 樞機（日语：／ Satowaki Asajirō */?；1904年2月1日—1996年8月8日）是日本籍天主教會樞機，聖名若瑟，曾任天主教長崎總教區總主教、戰前的天主教台灣監牧區監牧。

## 生平
里胁浅次郎於1904年2月1日生於長崎縣出津，1932年12月17日晉鐸。1941年至1946年間擔任台灣監牧區監牧。
1955年2月25日，被時任教宗庇護十二世任命為鹿兒島教區主教，1955年5月3日晉牧。1968年12月19日任長崎總教區，1978年至1983年任日本天主教主教團主席，1979年6月3日，被時任教宗若望·保祿二世擢升為司鐸級樞機。1990年2月8日卸任長崎總教區總主教，1996年8月8日去世。